# Primeiro gabinete presidencial de Donald Trump
Donald Trump assumiu o cargo de presidente dos Estados Unidos a 20 de janeiro de 2017, e o seu mandato terminou a 20 de janeiro de 2021. O Presidente tem a autoridade para nomear todos os membros do seu Gabinete ao Senado dos Estados Unidos para posterior confirmação sob a Cláusula de Nomeações da Constituição dos Estados Unidos.
Antes da confirmação e durante as audiências do Congresso, um membro do alto nível de carreira de um departamento executivo lidera este gabinete pré-confirmado numa base de atuação. A criação do Gabinete foi a parte da transição de poder após as eleições presidenciais dos Estados Unidos em 2016.
Os secretários estao listados pela ordem da criação do cargo de Gabinete (também usado como base para a linha de sucessão presidencial dos Estados Unidos).

## Membros do Gabinete
Todos os membros do Gabinete necessitam de "conselho e consentimento" do Senado dos Estados Unidos após nomeação pelo Presidente antes de assumirem seus respectivos cargos. O Vice-presidente é uma exceção à lei, sendo eleito juntamente com o Presidente e já estabelecido pela Constituição do país. Alguns outros cargos possuem somente o nível de gabinete (como o Chefe de Gabinete da Casa Branca, o Conselheiro de Segurança Nacional e o Porta-voz da Casa Branca) e, portanto, não precisam de confirmação do Senado após sua nomeação. 
| Cargo | Cargo           | Nome | Nome                  | Partido     | Inicio do mandato     | Fim do mandato        |
|       | Presidente      |      | Donald John Trump     | Republicano | 20 de janeiro de 2017 | 20 de janeiro de 2021 |
|       | Vice-Presidente |      | Michael Richard Pence | Republicano | 20 de janeiro de 2017 | 20 de janeiro de 2021 |

| Cargo                  | Cargo                                               | Secretário(a) | Secretário(a)         | Partido      | Início do mandato       | Fim do mandato        |
| ---------------------- | --------------------------------------------------- | ------------- | --------------------- | ------------ | ----------------------- | --------------------- |
|                        | Secretário de Estado                                |               | Mike Pompeo           | Republicano  | 26 de abril de 2018     | 20 de janeiro de 2021 |
|                        | Secretário do Tesouro                               |               | Steven Mnuchin        | Republicano  | 13 de fevereiro de 2017 | 20 de janeiro de 2021 |
|                        | Secretário da Defesa                                |               | Christopher C. Miller | Independente | 9 de novembro de 2020   | 20 de janeiro de 2021 |
|                        | Procurador-Geral                                    |               | Jeffrey Rosen         | Independente | 24 de dezembro de 2020  | 20 de janeiro de 2021 |
|                        | Secretário do Interior                              |               | David Bernhardt       | Republicano  | 2 de janeiro de 2019    | 20 de janeiro de 2021 |
|                        | Secretário da Agricultura                           |               | Sonny Perdue          | Republicano  | 25 de abril de 2017     | 20 de janeiro de 2021 |
|                        | Secretário do Comércio                              |               | Wilbur Ross           | Republicano  | 28 de fevereiro de 2017 | 20 de janeiro de 2021 |
|                        | Secretário do Trabalho                              |               | Eugene Scalia         | Republicano  | 30 de setembro de 2019  | 20 de janeiro de 2021 |
|                        | Secretário da Saúde e dos Serviços Humanos          |               | Alex Azar             | Republicano  | 29 de janeiro de 2018   | 20 de janeiro de 2021 |
|                        | Secretário da Habitação e do Desenvolvimento Urbano |               | Ben Carson            | Republicano  | 2 de março de 2017      | 20 de janeiro de 2021 |
|                        | Secretária dos Transportes                          |               | Steven Bradbury       | Republicano  | 12 de janeiro de 2021   | 20 de janeiro de 2021 |
|                        | Secretário da Energia                               |               | Dan Brouillette       | Republicano  | 4 de dezembro de 2019   | 20 de janeiro de 2021 |
|                        | Secretário da Educação                              |               | Mick Zais             | Republicano  | 8 de janeiro de 2021    | 20 de janeiro de 2021 |
|                        | Secretário dos Assuntos dos Veteranos               |               | Robert Wilkie         | Republicano  | 30 de julho de 2018     | 20 de janeiro de 2021 |
|                        | Secretário da Segurança Interna                     |               | Pete Gaynor           | Republicano  | 12 de janeiro de 2021   | 20 de janeiro de 2021 |
| Secretarias Executivas |                                                     |               |                       |              |                         |                       |
|                        | Chefe de Gabinete da Casa Branca                    |               | Mark Meadows          | Republicano  | 31 de março de 2020     | 20 de janeiro de 2021 |
|                        | Embaixador às Nações Unidas                         |               | Kelly Craft           | Republicano  | 12 de setembro de 2019  | 20 de janeiro de 2021 |
|                        | Administrador da Agência de Proteção Ambiental      |               | Andrew R. Wheeler     | Republicano  | 9 de julho de 2018      | 20 de janeiro de 2021 |
|                        | Representante Comercial                             |               | Robert Lighthizer     | Republicano  | 15 de maio de 2017      | 20 de janeiro de 2021 |
|                        | Diretora de Inteligência Nacional                   |               | John Ratcliffe        | Republicano  | 26 de maio de 2020      | 20 de janeiro de 2021 |
|                        | Diretor da Agência Central de Inteligência          |               | Gina Haspel           | Republicano  | 26 de abril de 2018     | 20 de janeiro de 2021 |

## Análise
Alegando falta de experiência política e militar de Donald Trump e suas posições políticas, a impressa especulou intensamente sobre a escolha dos membros de seu gabinete durante a fase de transição presidencial.
O gabinete intencionado por Trump foi caracterizado pela imprensa como "muito conservador". O jornal Politico descreveu a equipe como "um dream team do conservadorismo", enquanto o Newsweek considerou-o "o mais conservador gabinete da história americana" e o Los Angeles Times descreveu como "um dos mais conservadores gabinetes internos da história moderna". The Hill descreveu o gabinete de Trump como "uma equipe nada ortodoxa" popular entre os conservadores e que selecionou mais republicanos do que John McCain ou Mitt Romney fariam se eleitos presidentes. A CNN concordou com tais visões, chamando o gabinete proposto de "uma equipe conservadora". Por outro lado, o The Wall Street Journal afirmou ser "praticamente impossível identificar uma ideologia clara entre os indicados ao gabinete".
O gabinete de Trump é composto principalmente por empresários experientes com pouca atuação política quando comparado aos gabinetes de Ronald Reagan, George H. W. Bush, Bill Clinton, George W. Bush e Barack Obama. Ainda segundo o Pew Research Center, o gabinete Trump é um dos mais executivos dos últimos tempos na política estadunidense. O think tank afirmou que "1/3 do departamento será composto por pessoas que tiveram experiência anterior no setor público. Somente outros três presidentes possuem a mesma marca: William McKinley, Ronald Reagan e Dwight Eisenhower". 

### Confirmação lenta
Apesar de ser nomeado principalmente durante o período de transição presidencial, a maioria dos membros do gabinete não puderam assumir o cargo no Dia da Posse Presidencial por conta da lentidão no processo de confirmação. Em 8 de fevereiro de 2017, Trump havia conseguido a confirmação de menos membros de seu gabinete em comparação a qualquer outro presidente, com exceção de George Washington. A lentidão neste processo foi atribuída ao obstrucionismo dos senadores democratas. O último membro do gabinete, Robert Lighthizer, assumiu o cargo de Representante de Comércio em 11 de maio de 2017 - mais de quatro meses após sua nomeação.

## Histórico
A seleção dos membros de um gabinete presidencial estadunidense é um processo complexo cujo início se dá antes do resultado das eleições presidenciais. No caso da campanha presidencial de Trump, seu antigo rival nas primárias do partido Chris Christie foi indicado para liderar a equipe de transição em maio de 2016, logo após a desistência de Ted Cruz e John Kasich (o que tornou Trump o candidato presuntivo do partido). Além de diversas outras responsabilidades, a equipe de transição é responsável por listar os potenciais membros do gabinete; além de contratar especialistas em política (uma centena na transição Obama-Trump em outubro de 2016), utilizando fundos e infraestrutura federais. 
Após a eleição presidencial, quando a chapa Trump/Pence derrotou a chapa Clinton/Kaine, a equipe de transição foi imediatamente remodelada e expandida; Mike Pence assumiu a liderança (acima de Chris Christie) e diversos outros cargos foram acrescidos à equipe, a maioria dos quais vieram da equipe de campanha. No final de 2016, a equipe intensificou a seleção de possíveis membros do futuro gabinete presidencial, já que o processo do Colégio Eleitoral ainda encontrava-se em andamento (incluindo a recontagem de votos em alguns estados onde a margem de vitória foi relativamente estreita) e antes da posse presidencial em janeiro do ano seguinte. 
Em 18 de novembro de 2016, o então presidente-eleito Trump anunciou Jeff Sessions como Procurador-geral dos Estados Unidos, sendo a sua primeira nomeação de gabinete. Em julho do mesmo ano, Trump já havia anunciado Mike Pence como vice-presidente, o que foi confirmado pelos delegados da Convenção Nacional Republicana. Apesar de grande parte dos cargos estarem sob consideração pela equipe de transição simultaneamente, os nomeados e suas respectivas aceitações foram divulgados gradualmente até o dia da posse. 
| Presidente       | Semana | Semana | Semana | Semana | Semana | Semana | Semana | Semana | Semana | Semana | Nota(s) |
| Presidente       | 1      | 2      | 3      | 4      | 5      | 6      | 7      | 8      | 9      | 10     | Nota(s) |
| ---------------- | ------ | ------ | ------ | ------ | ------ | ------ | ------ | ------ | ------ | ------ | ------- |
| Richard Nixon    |        |        |        |        |        | 12     |        |        |        |        |         |
| Jimmy Carter     |        |        |        |        | 1      | 2      | 7      | 2      |        |        |         |
| Ronald Reagan    |        |        |        |        |        | 8      | 4      |        |        | 1      |         |
| George H.W. Bush | 2      | 2      |        |        | 1      | 3      | 5      |        |        | 1      |         |
| Bill Clinton     |        |        |        |        |        | 4      | 6      | 4      |        |        |         |
| George W. Bush   |        |        |        |        |        | 1      | 5      | 8      |        |        |         |
| Barack Obama     |        |        | 1      | 4      | 2      | 4      | 4      |        |        |        |         |
| Donald Trump     |        | 1      | 3      | 4      | 3      | 2      |        |        |        | 2      |         |

## Processo de formação

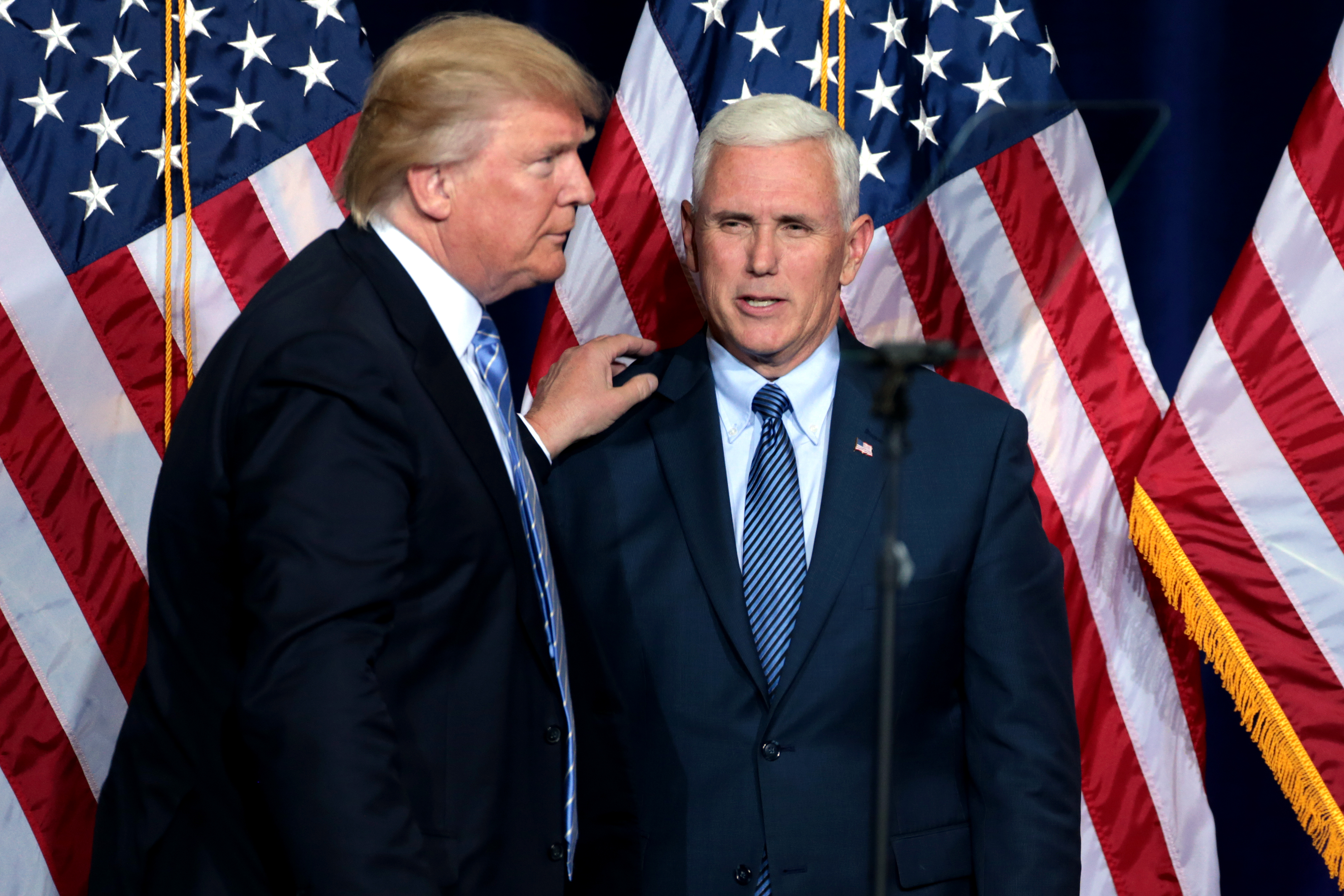
Trump e Pence em evento de campanha, em Phoenix, julho de 2016.

Após o Dia da Eleição, a imprensa passou a focar em indivíduos consideráveis para o gabinete de Trump. O número de indivíduos que receberam atenção dos veículos de mídia como potenciais membros do gabinete foi maior do que qualquer outro período transicional na história estadunidense, até mesmo porque os comitês e as equipes de campanha de Trump foram muito menores. Em particular, "Trump teve um grupo político muito menor do que um presidente normalmente possui", pois como um candidato antissistema que traçou seu próprio caminho rumo à nomeação do partido" e ao contrário da maioria dos eleitos para o cargo, "Trump não possui o perfil tradicional dos presidentes". 

### Vice-presidente
Antes da confirmação de Trump, inúmeros potenciais nomes para a chapa eleitoral foram apontados pela imprensa (especialmente do estado de Nova Iorque, base eleitoral de Trump). A escolha do Governador de Indiana Mike Pence foi anunciada oficialmente em 16 de julho e confirmada por aclamação entre os delegados da Convenção Nacional do Partido Republicano em 19 de julho de 2016.

## Gabinete

### Secretário de Estado

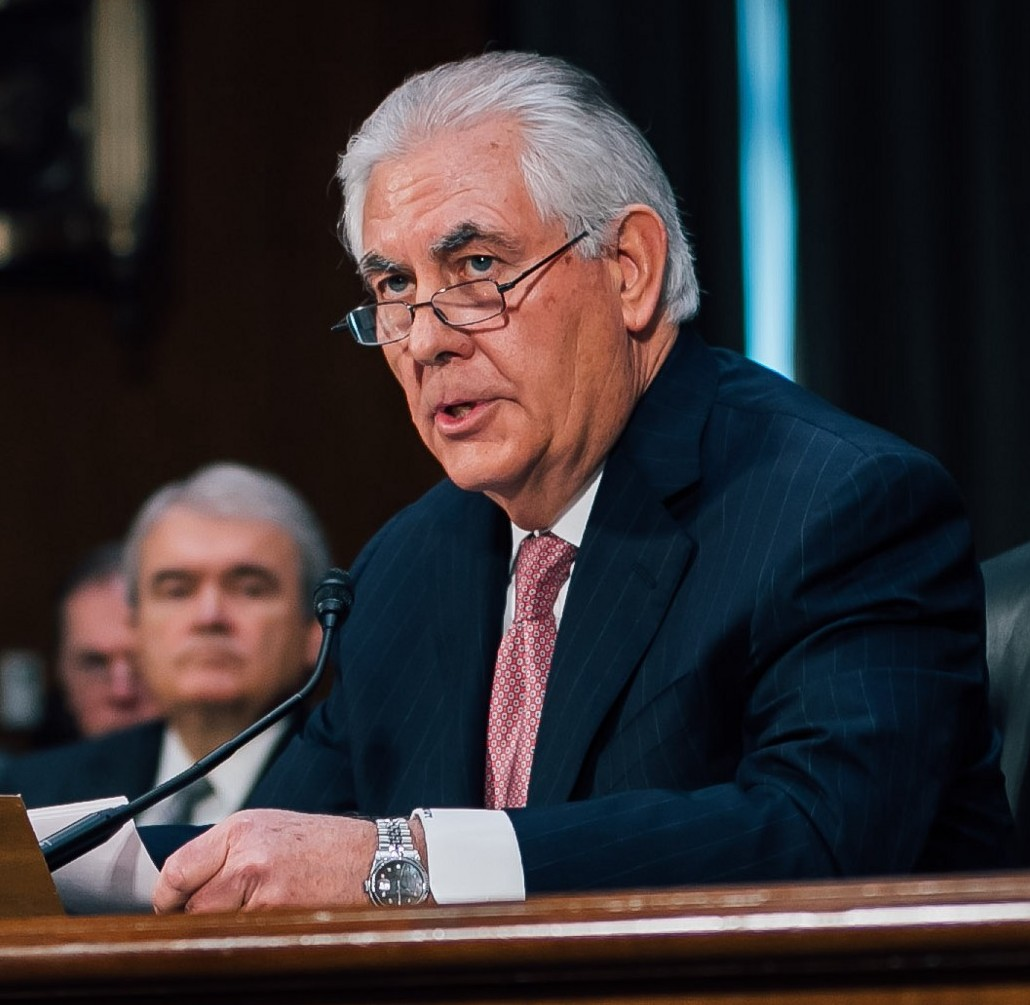
Rex Tillerson durante audiência de confirmação do Senado.

A nomeação do Secretário de Estado é supervisionada durante audiências dos membros do Comitê de Relações Estrangeiras do Senado, em seguida apresentada ao Senado para o voto integral. 
Rex Tillerson
Em 12 de dezembro de 2016, Rex Tillerson, presidente da ExxonMobil, foi oficialmente selecionado como Secretário de Estado. Tillerson foi primeiramente recomendado a Trump para a pasta por Condoleezza Rice, durante encontro em novembro de 2016. Três dias mais tarde, Robert Gates endossou a recomendação de Rice. 
A audiência de confirmação de Tillerson no Comitê de Relações Estrangeiras ocorreu em 11 de janeiro de 2017. Durante a reunião, Tillerson reafirmou seu apoio à Parceria Transpacífico e sua oposição ao proposto banimento de imigrantes islâmicos. Em 23 de janeiro de 2017, Tillerson foi aprovado pelo comitê por 11 votos contra 10. Em 1 de fevereiro, Tillerson foi confirmado pelo Senado por 56 votos. Antes de sua confirmação, a pasta foi liderada por Tom Shannon.
Mike Pompeo
Em 13 de março de 2018, Trump afastou Rex Tillerson do cargo de Secretário de Estado e anunciou Mike Pompeo, então Diretor da CIA, como seu sucessor. Pompeo foi confirmado pelo Senado em 26 de abril por 57 votos e assimiu a pasta no dia seguinte. 

### Secretário de Defesa

Donald Trump deixa o Pentágono acompanhado de James Mattis, em janeiro de 2017.

A nomeação do Secretário de Defesa é revisada durante as audiências do Comitê de Serviços Armados do Senado e, em seguida, apresentado ao Senado para votação integral. 
James Mattis
Em 1 de dezembro de 2016, Trump anunciou informalmente a nomeação do General James Mattis como Secretário de Defesa. Normalmente, o indicado a pasta passa pelas audiências com o comitê apropriado e posteriormente segue para a confirmação do Senado. Mattis havia deixado as forças armadas apenas três anos antes de sua indicação enquanto o estatuto determina que o militar deve ser civil há sete anos para nomeação ao Pentágono. Portanto, Mattis necessitou de uma liminar para assumir o Departamento. 
Durante sua audiência, Mattis concordou com o levantamento de que a dívida pública era a maior ameaça à segurança nacional. Mattis colocou a Rússia entre "as principais ameaças" aos Estados Unidos e classificou o Irã como "causa primária de turbulência" no Oriente Médio. Em contraste com as promessas de campanha de Trump, Mattis defendeu a permanência da OTAN e a continuidade do acordo nuclear iraniano.